# Ceratobranchia binghami
Ceratobranchia binghami är en fiskart som beskrevs av Eigenmann 1927. Ceratobranchia binghami ingår i släktet Ceratobranchia och familjen Characidae. IUCN kategoriserar arten globalt som livskraftig. Inga underarter finns listade i Catalogue of Life.